# Дан-Аксел Загаду
Дан-Аксе́л Загаду́ (на френски: Dan-Axel Zagadou) е френски футболист, който играе като защитник за германския Щутгарт.

## Клубна кариера

### Ранна кариера
Загаду започва футболния си път в отбора от родния си град Кретей. На 12-годишна възраст преминава в академията на столичния гранд Пари Сен Жермен. Следващите пет сезона прекарва в академията, преди да бъде промотиран във втория отбор на ПСЖ през 2016 година. Изиграва девет мача в Шампионат Насионал 2, четвъртото ниво на френския футбол.

### Борусия Дортмунд
На 5 юни 2017 година Загаду преминава в германския гранд Борусия Дортмунд със свободен трансфер и договор за пет сезона.

## Национален отбор
Загаду преминава през националните отбори на Франция до 16, 17 и 18 години. За националния отбор на Франция до 16 години отбелязва два гола в 13 мача.